# Hörsum
Hörsum ist ein Ortsteil von Alfeld (Leine) und liegt südöstlich der Stadt. Durch den Ort führt die K 404, die den Ortsteil mit dem Stadtzentrum verbindet.

## Geschichte
Erste urkundliche Erwähnung findet der Ort im Jahr 1304 in einem Dokument des Bischofs von Minden.
Im Zuge der Gebiets- und Verwaltungsreform verlor Hörsum am 1. März 1974 seine Selbständigkeit und ist seitdem ein Ortsteil der Stadt Alfeld (Leine).

## Politik

### Ortsrat
Der Ortsrat, der den Ortsteil Hörsum vertritt, setzt sich aus fünf Mitgliedern zusammen. Die Ratsmitglieder werden durch eine Kommunalwahl für jeweils fünf Jahre gewählt.
Nach der Kommunalwahl 2021 erhielt die SPD zwei, die unabhängige Liste BAL drei Sitze.

### Ortsbürgermeister
Der Ortsbürgermeister ist Stephan Schaper (Bürgerliste Alfeld BAL). Seine Stellvertreterin ist Martina Metge (SPD).

### Wappen
Der Gemeinde wurde das Ortswappen am 22. Juni 1938 durch den Oberpräsidenten der Provinz Hannover verliehen. Der Landrat aus Alfeld überreichte es am 28. Oktober desselben Jahres.
| Wappen von Hörsum | Blasonierung: „In Blau eine silberne goldenbewehrte Eule auf einem aus dem unteren Schildrand hervorkommenden goldenen Aste.“ |
| Wappen von Hörsum | Wappenbegründung: Der Volksmund bezeichnet die Einwohner von Hörsum seit alter Zeit als die „Julen“ (= Eulen) und nennt das Dorf „Julennest“. Vielleicht ist dieser Scherz- bzw. Spottname auf die vielen Eulen der umliegenden Wälder zurückzuführen. Dass der Junggesellenverein des Dorfes in seiner Fahne eine Eule als Symbol führt, zeigt uns, wie die Hörsumer ihren „Terneidsnamen“ auffassen. Da die Geschichte für die Wappengestaltung keinerlei Anhalt bot, beschloss die Gemeinde, die Eule als Wappensymbol zu führen. |

## Kultur und Sehenswürdigkeiten
Bauwerke

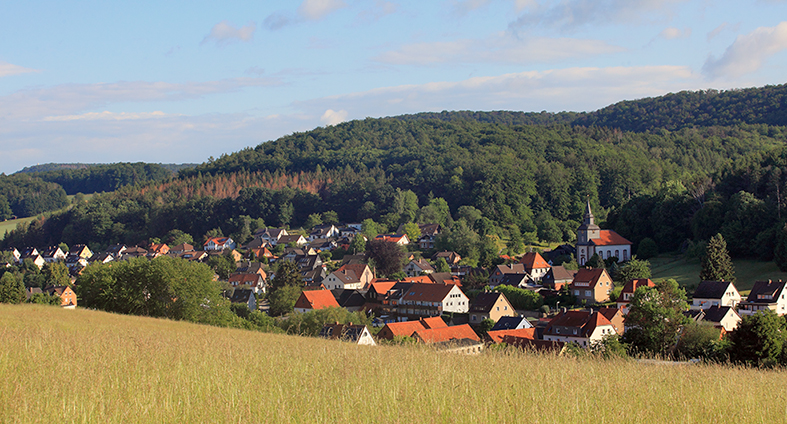
Das Dorf Hörsum mit der St.-Catharinen-Kirche vor den angrenzenden Bergen.

- Das heutige Gebäude der St.-Catharinen-Kirche wurde 1831 errichtet
- Die alte Schule von 1726 wurde wegen Baufälligkeit 1819 durch das heutige Schulhaus ersetzt